# Gränsen (2011)
Gränsen är en svensk långfilm från 2011 i regi av Richard Holm. Filmen hade publikpremiär 28 januari 2011.

## Handling
Värmland 1942. Norge är ockuperat av nazisterna. Några svenska soldater hamnar på fel sida av gränsen mellan Sverige och Norge. En blir dödad och en annan tillfångatagen av nazisterna. Nu måste hans kamrater rädda honom. Samtidigt vill en svensk överste sopa igen spåren efter den pinsamma händelsen och skickar en avrättningspatrull efter soldaterna. Nu måste de svenska soldaterna korsa alla gränser som finns för att komma hem igen.

## Rollista (i urval)
- André Sjöberg - Aron Stenström
- Antti Reini - Wille Järvinen
- Björn Sundquist- Egil
- Johan Hedenberg - Major Adolfsson
- Marie Robertson - Karin Lindström
- Martin Wallström - Sven Stenström
- Jonas Karlström - Bergström
- Jens Hultén - Hagman
- Donald Högberg - Överste Dunèr
- Rasmus Troedsson - Kapten Keller
- Anders Nordahl - Axel Halvars